# Mohamed Gouaida
Mohamed Gouaida (født 15. maj 1993 i Sfax, Tunesien) er en tunesisk-fransk fodboldspiller. Han er i øjeblikket på kontrakt hos den tyske bundesligaklub Hamburger SV og spiller for andetholdet. Desuden har han spillet på Tunesiens fodboldlandshold.

## Karriere

### Klubfodbold
Mohamed Gouaida voksede op i Alsace i Frankrig, ikke langt fra den tyske grænse, og begyndte sin karriere på fodboldskolen hos Racing Strasbourg. I sommeren 2011 flyttede han til fodboldskolen hos SC Freiburg. I sæsonen 2012-13 kom Gouaida på klubbens andethold og debuterede den 4. august 2012 i 1-2 nederlaget på den første matchdag i Regionalliga Südwest (fjerdehøjeste tyske liga) mod Eintracht Trier. Den 25. maj 2013 scorede Gouaida i 4-2 sejren på sidste kampdag mod TSG 1899 Hoffenheims andethold sit første mål for andetholdet. I sin første sæson i seniorfodbold opnåede han 22 kampe, hvor han havde seks måloplæg og scorede et mål. Sæsonen efter spillede Gouaida 17 kampe, som gav et måloplæg og tre mål.
I sommeren 2014 skiftede Gouaida til Hamburger SV's andethold. Den 26. juli 2014 scorede han i sin debut under Josef Zinnbauer i en 4-0 udesejr på første kampdag i Regionalliga Nord mod Goslarer SC. I september 2014 blev Josef Zinnbauer forfremmet til træner for det professionelle hold, og den 23. november 2014 fik Gouaida sin debut i bundesligaen, da han var med i startopstillingen i 2-0 sejren i lokalopgøret mod SV Werder Bremen. I 2014-15 spillede Gouaida spillede 11 kampe i Bundesligaen og 24 kampe for andethold i Regionalliga Nord.
I august 2015 skiftede Gouaida på en låneaftale til Karlsruher SC i 2. Bundesliga, og her spillede han 17 kampe og en enkelt kamp på andetholdet i Oberliga Baden-Württemberg. I sommeren 2016 blev Gouaida igen udlånt, denne gang til FC St. Gallen i schweiziske Super League, hvor Josef Zinnbauer nu var træner. Gouaida spillede her 13 kampe på førsteholdet og to på andetholdet. Efter afslutningen på lejeaftalen vendte Gouaida tilbage til Hamburg, hvor han senest har spillet på andetholdet.

### Landshold
Den 27. marts 2015 debuterede Gouaida for Tunesien i 0-1-nederlaget i venskabskampen i Oita mod Japan. Han har spillet tre landskampe.